# 메이푸역
이 문서의 광둥어 명칭 ("메이푸")은 위키백과 자체의 광둥어 표기법을 따른 것입니다. 따라서 통용 표기법과는 다를 수 있습니다.

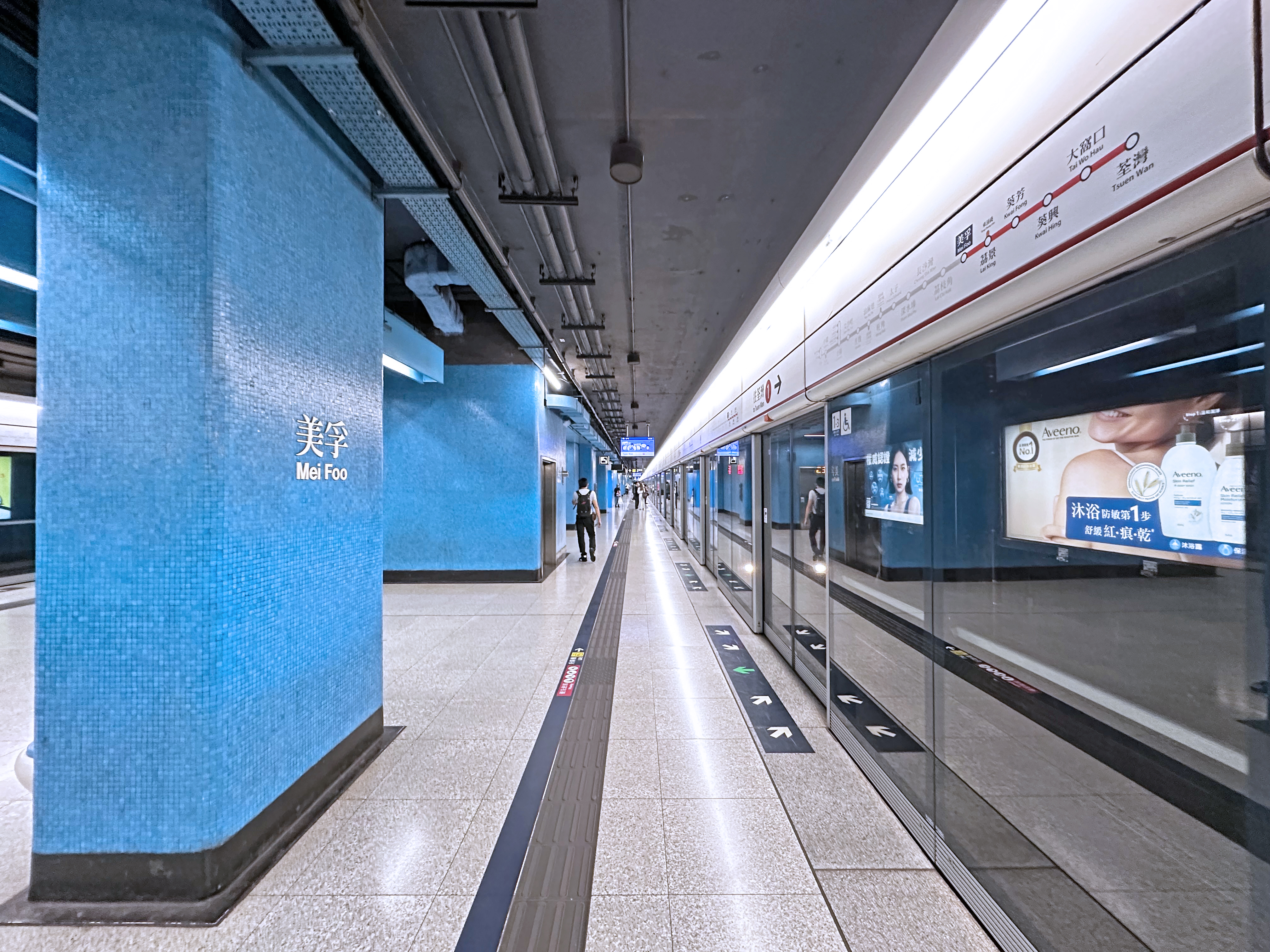
췬완선 승강장

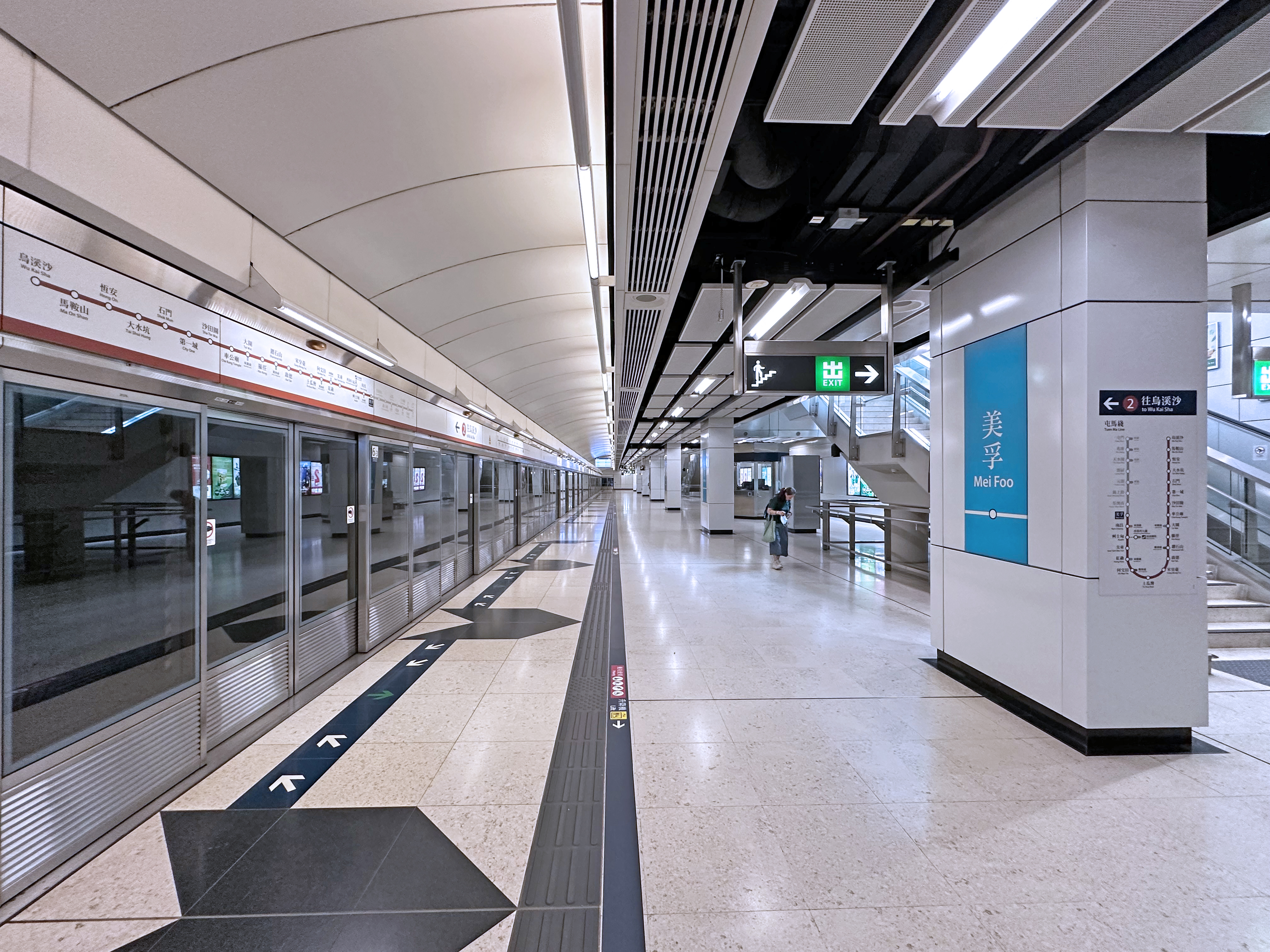
튄마선 승강장

메이푸역(중국어 정체자: 美孚, Mei Foo)은 홍콩 산가우룽 라이지곡에 위치한 홍콩 지하철의 역이다. 췬완 선과 튄마선이 만나는 환승역이며, 췬완선에서는 라이지곡 역과 라이깅 역 사이에, 튄마선에서는 남청 역과 췬완사이 역 사이에 위치해 있다. 역 상징색은 푸른색이다.
췬완선 승강장은 섬식 승강장의 1면 2선 구조이며 마운트스털링 몰 지하에 위치해 있다. 마운트스털링 몰은 메이푸선첸 주택단지의 각 아파트 사이를 다니는 보행전용 구역이다. 역 자체도 약 100여개 동의 건물과 여러 학교가 자리잡고 있는 메이푸선첸 단지 입주민들의 교통편의를 위한 것이며, 가우룽 시내와 췬완 뉴타운 사이를 잇는 환승지점의 역할도 한다. 가우룽 시내로 가는 주요 길목인 콰이충 로에 교통혼잡이 빚어지면 대부분의 통근자들은 버스를 타거나 이 역에서 지하철을 타고 가우룽과 홍콩 섬 중완으로 향한다.

## 역사
메이푸 역은 처음 계획될 당시 지역이름을 따서 '라이지곡' (Lai Chi Kok)이란 가명이 붙었지만, 1982년 5월 문을 열었을 때의 역명은 '라이지곡완' (라이지곡 만)의 줄임말인 '라이완' (Lai Wan, 荔灣)으로 바뀌었다. 이후 1985년 '메이푸'로 이름을 다시 바꿔 지금까지 이어지고 있다.
튄마선 (당시 서철선) 승강장은 2003년 12월 20일 노선 개통과 함께 문을 열었다. 튄마선 쪽 승강장은 라이지곡 공원 중앙에 위치해 있으며 췬완선 승강장보다 살짝 서쪽에 자리잡고 있다. 역 공사기간 동안 공원 풍경이 대단히 훼손되기도 하였으나 완공 이후 역 복합시설과 더불어 조금씩 복구해 나갔다. 췬완선과 튄마선 (당시 서철선) 승강장은 2007년 12월 2일 운영주체인 MTR-KCR 합병에 따라 하나의 역으로 통합됐다.

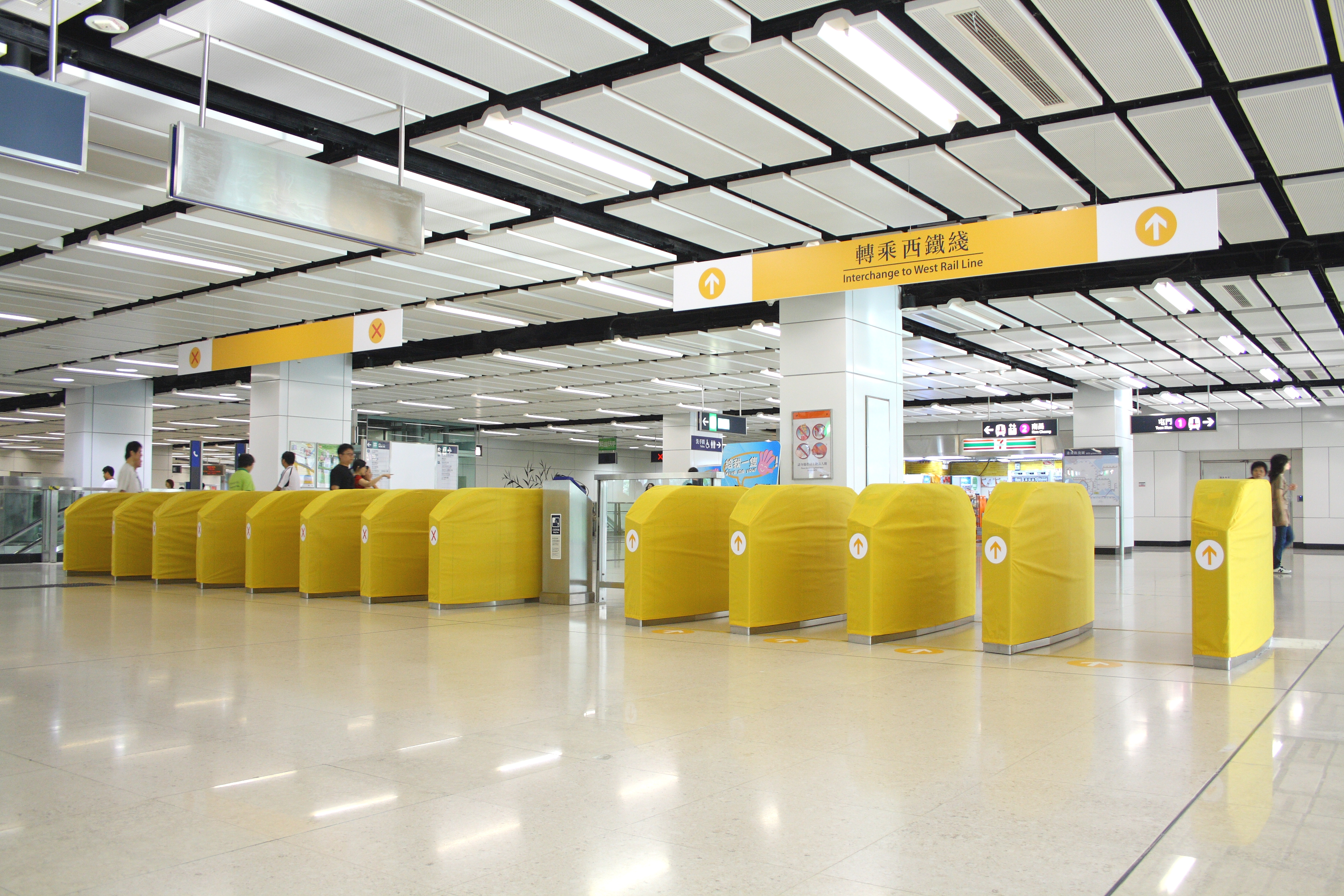
튄마선과 췬완선 사이의 개찰구

## 역 구조
췬완선 승강장은 하나의 섬식 승강장으로 이뤄져 있다. 둥충 선, 튄마선과 평면환승이 가능하도록 되어있는 남청역과는 달리 메이푸 역은 췬완선과 서철선 승강장이 따로 떨어져 있다. 그래서 두 승강장 간에 환승통로로 이어져 있는데 걸어가면 5분에서 10분 정도 걸린다.
튄마선 승강장은 지상에 위치한 역이지만 바로 앞뒤 선로는 지하구간으로 되어 있다. 이 때문에 서철선 승강장은 개방형이 아닌 외부와 차단된 모습이다.
| U1        | 옥상정원                   | 출구 G, 라이지곡 공원, 칭라이 법원 보행다리, 라이깅산 로 |
| C/G       | 서철선 대합실              | 출구 F, 고객센터, 세면실                                 |
| C/G       | 서철선 대합실              | MTR샵, 자판기, ATM기                                     |
| P 승강장  | 상대식 승강장, 왼쪽문 열림 | 상대식 승강장, 왼쪽문 열림                               |
| P 승강장  | 승강장 2                   | 튄마선 우카이사 방면 (남청)→                             |
| P 승강장  | 승강장 1                   | ← 튄마선 튄문 방면 (췬완서)                              |
| P 승강장  | 상대식 승강장, 왼쪽문 열림 |                                                          |
| G         | 환승통로                   | 출구 D, 라이지곡 공원, 라이완 로                         |
| G         | 췬완선 대합실              | 출구 A, B, C, E, 라이완 로, 메이푸선췬                   |
| L1        | 지하도                     | 서철선-췬완선 환승통로                                   |
| L2        | 췬완 선 대합실             | 고객센터, MTR샵                                          |
| L2        | 췬완 선 대합실             | 항셍은행, 자판기, ATM기                                  |
| L2        | 췬완 선 대합실             | 옥토퍼스 홍보기                                          |
| L3 승강장 | 승강장 2                   | → 췬완선 중완 방면 (라이지곡)→                           |
| L3 승강장 | 섬식 승강장, 오른쪽문 열림 |                                                          |
| L3 승강장 | 승강장 1                   | ← 췬완선 췬완 방면 (라이깅)                              |

### 승강장

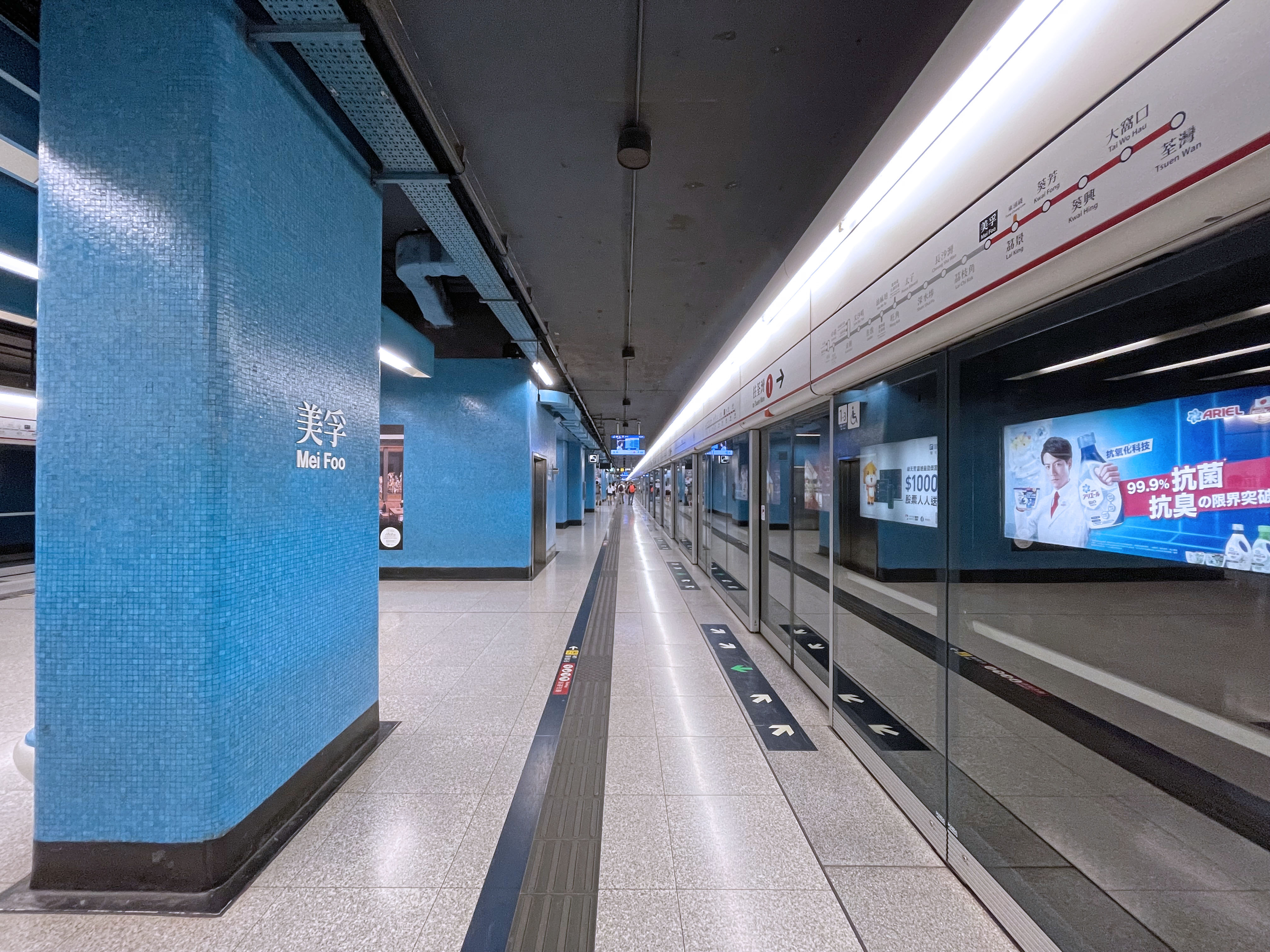
1번 승강장 (튄마선 튄문 방면, 2021년 6월)
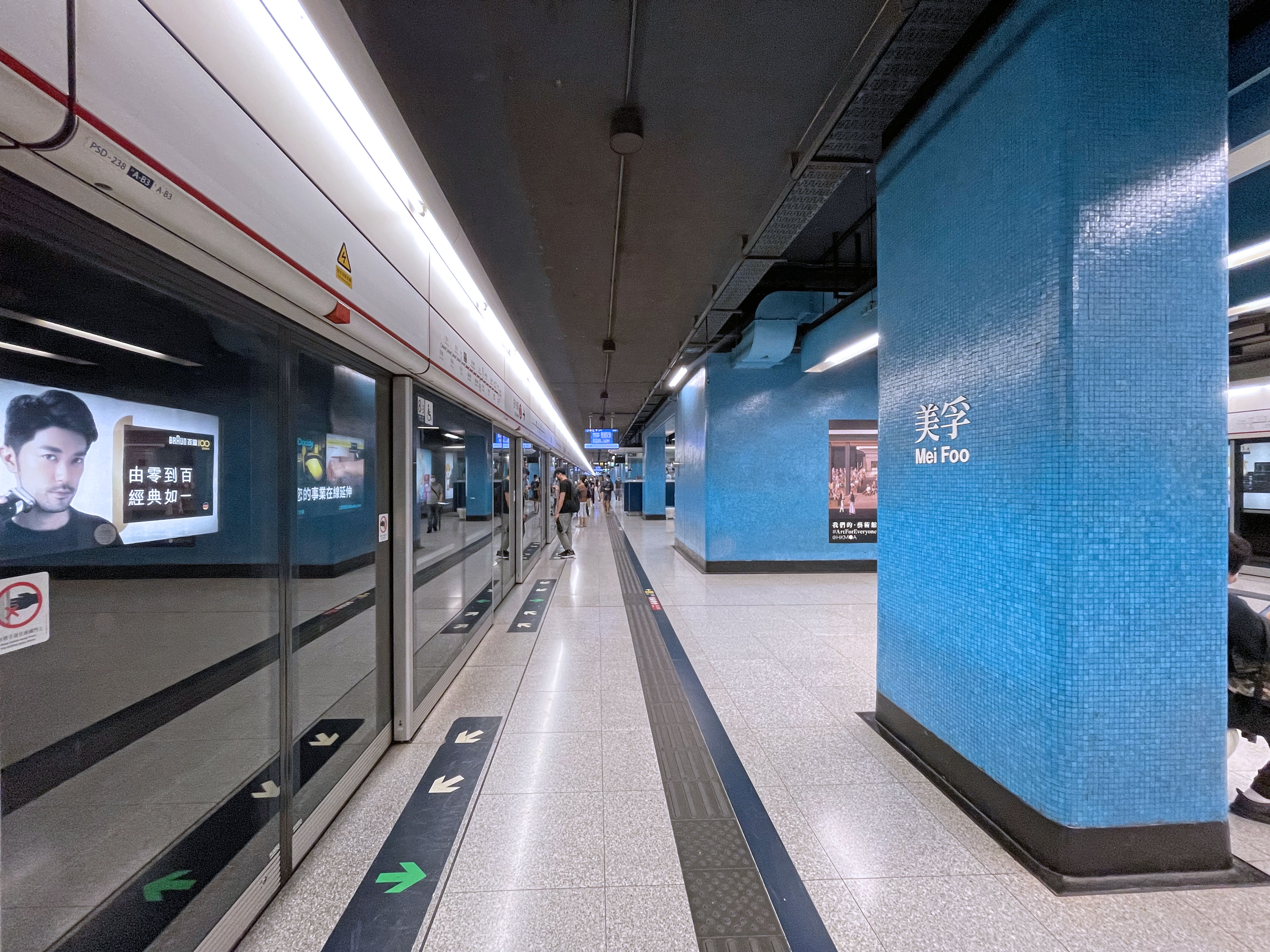
2번 승강장 (튄마선 우카이사 방면, 2021년 6월)
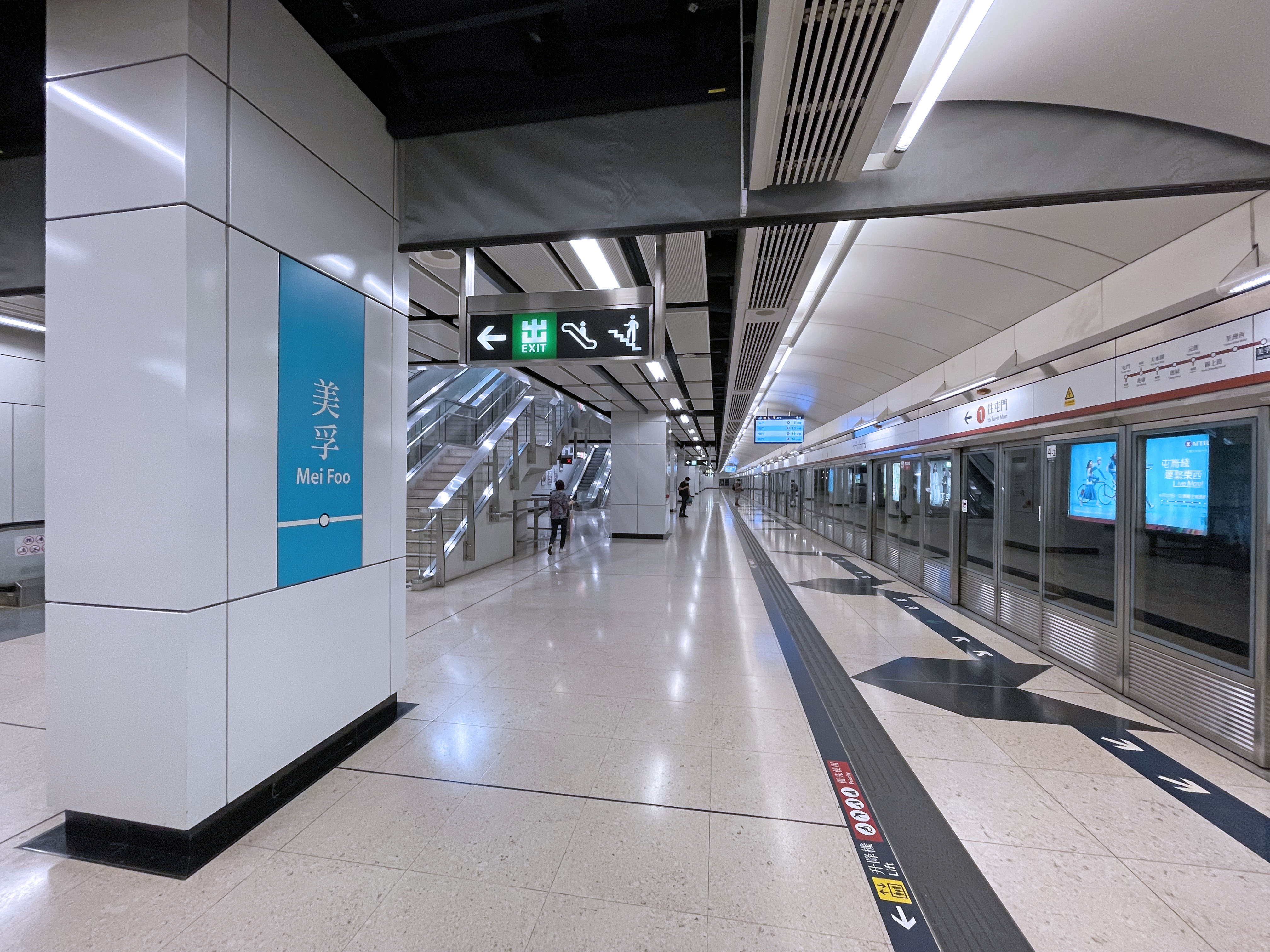
3번 승강장 (튄마선 튄문 방면, 2021년 6월)
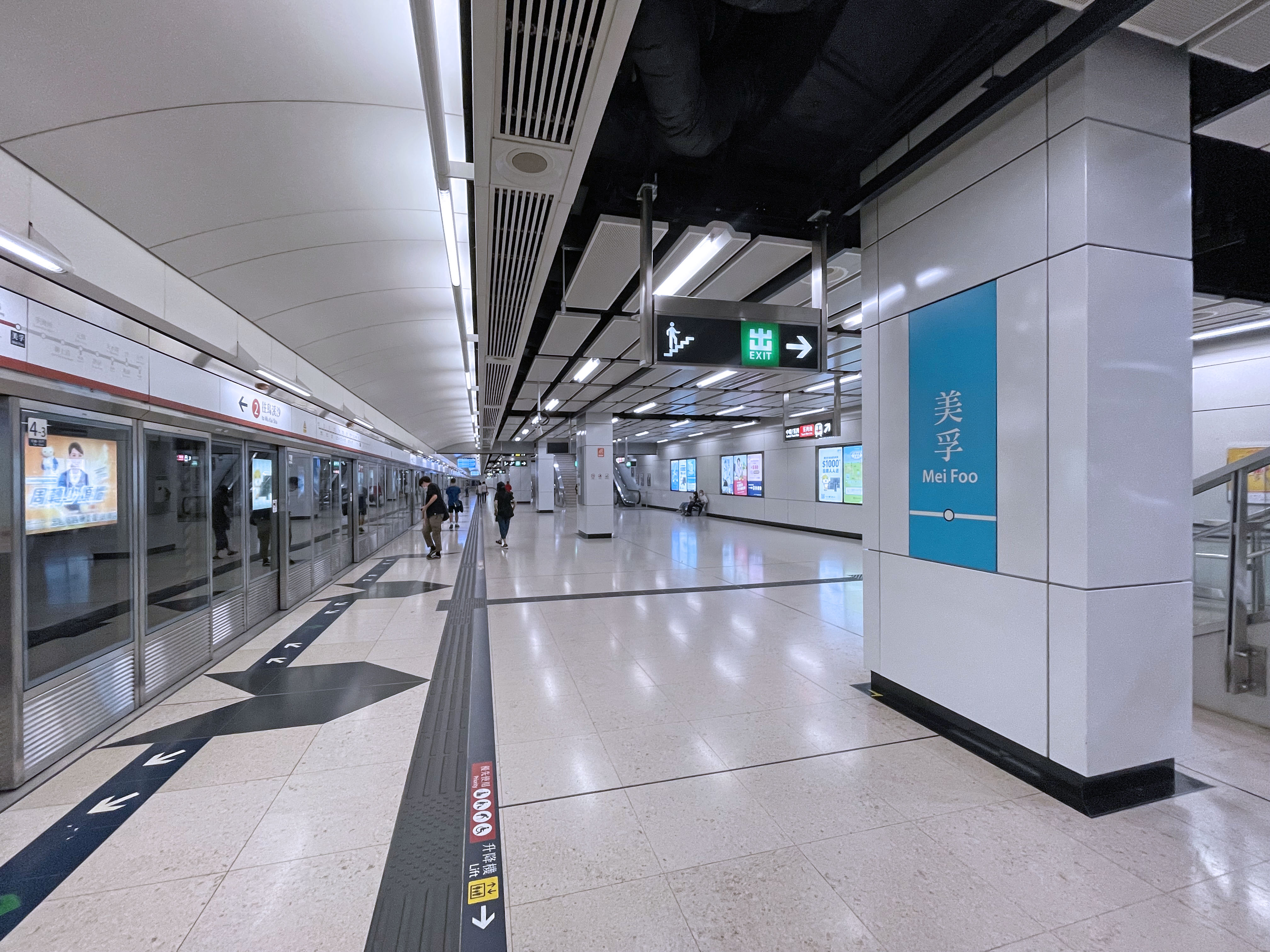
4번 승강장 (튄마선 우카이사 방면, 2021년 6월)

## 출입구
- A 대로
- B: 마운트스털링 몰
- C1: 라이완 로
- C2: 험버트 가
- D: 라이지곡 공원 (라이완 로)
- E: 라이완 로
- F: 라이지곡 공원
- G: 라이깅산 로

## 교통

### 버스
메이푸 역은 가우룽 북서부의 요충지에 자리잡은 탓에 교통의 중심지 역할을 하고 있다. 홍콩 북서부의 튄문, 췬완, 콰이충, 칭이, 윈롱 일대와 가우룽 시내, 홍콩섬을 잇는 거의 모든 버스 노선이 메이푸를 경유한다. 역 앞에는 '메이푸 지하철역' 버스정류장이 있으며 (B출구로 나가면 가우룽행, A출구로 나가면 신가이행 정류장), 이곳으로 30, 30X, 33A, 36A, 37, 40, 41, 42, 42A, 43C, 44, 45, 46, 52X, 58X, 59X, 60X, 63X, 66X, 67X, 68X, 69X, 234X, 238X, 265B, E21, E21A, N21, N21A, N241번 등의 주요 버스노선이 지난다.
메이푸 버스터미널 (출구 A)와 그 근처의 라이지곡 버스터미널을 지나는 노선은 대략 다음과 같다.
| 노선       | 행선지              |
| ---------- | ------------------- |
| 2A         | 록와 단지, 군통     |
| 6          | 스타페리, 짐사저이  |
| 6C         | 가우룽싱 페리 부두  |
| 38A        | 리비에라 공원, 췬완 |
| 46X        | 힌겡 단지, 다이와이 |
| 86         | 웡나이타우, 사틴    |
| 98C & 98S  | 항하우 (북부)       |
| 102 & N122 | 사우게이완          |
| 171        | 호이이분도          |
| 904        | 케네디타운          |
| 905        | 완자이 페리부두     |
| N237       | 콰이싱              |
| N260       | 튄문 페리 부두      |
| N269       | 틴츠                |

### 미니버스
| 노선 | 행선지                                                                           | 출구 |
| ---- | -------------------------------------------------------------------------------- | ---- |
| 81K  | 허이라이 단지 (반얀 공원 경유)                                                   | D    |
| 90A  | 콰이충 병원 (칭라이 법원 경유)                                                   | A    |
| 90M  | 하이랜드 파크 (칭라이 법원 경유), 프린세스 마거릿 병원, 라이킹 단지, 라이유 단지 | A    |
| 90P  | 프린세스 마거릿 병원 (칭라이 법원 경유)                                          | A    |
| 92M  | 와윈췬 (칭라이 법원 경유), 프린세스 마거릿 병원, 초이우췬                        | A    |

## 사진
- 췬완선 대합실
- 튄마선 대합실
- 환승 통로
- 2번 승강장 (중완 행)
- A출구
- D출구